# Герб Сан-Томе і Принсіпі
Герб Сан-Томе і Принсіпі — офіційний геральдичний символ Демократичної Республіки Сан-Томе і Принсіпі, був затверджений у 1977 році.

## Опис
Дерево какао символізує основну культуру економіки країни.
На овальному щиті — зелено-золотий буреліт (в кольорах прапора Сан-Томе і Принсіпі), на якому поставлена велика 5-кутна синя зірка, що символізує приналежність країни до Африки, єдність держави і води Гвінейської затоки.
Щитотримачі — сокіл і папуга.
На верхній стрічці бачимо назву країни, на нижній — державний девіз: Єдність — дисципліна — праця.
В 14 статті Конституції Демократичної Республіки Сан-Томе і Принсіпі державний герб описаний таким чином:

Герб складається із зображення сокола зліва і папуги з правого боку, яких розділяє овальний щит, ширина якого становить 0,33 від його висоти, в середин по вертикаль розміщується пальма.

Найбільш поширеним є чорно-біле або коричнево-біле зображення герба.

## Історія

Герб португальської колонії Сан-Томе і Принсіпі (1935–1951)

Герб португальської провінції Сан-Томе і Принсіпі (1951–1975)

Герб колонії Сан-Томе і Принсіпі був затверджений у 1935 році разом з гербами інших португальських колоній. Права і нижня частина щиту були однакові для всіх португальських колоній і являли собою зображення в срібному полі 5 синіх щитів з 5-тьма срібними цвяхами, в нижній частині були зелені і срібні хвилясті смуги, була і емблема колонії. Для Сан-Томе і Принсіпі Для Сан-Томе це була емблема в червоному полі золотого водяного колеса з синіми краплями води. Щит був прикрашений короною із зображенням армілярної сфери із герба Португалії і срібних щитів з хрестом Ордену Христа. Під щитом була стрічка із написом «Португальська колонія Сан-Томе і Принсіпі».
В 1951 році Сан-Томе і Принсіпі отримує статус заморської провінції Португалії. Це згодом відбилось в назві девізної стрічки герба: «Португальська провінція Сан-Томе і Принсіпі».
Після проголошення 12 липня 1975 року незалежної Демократичної Республіки Сан-Томе і Принсіпі у неї близько двох років не було герба — його утвердження відбулось лише в 1977 році.